# 블루 라군 (온천)

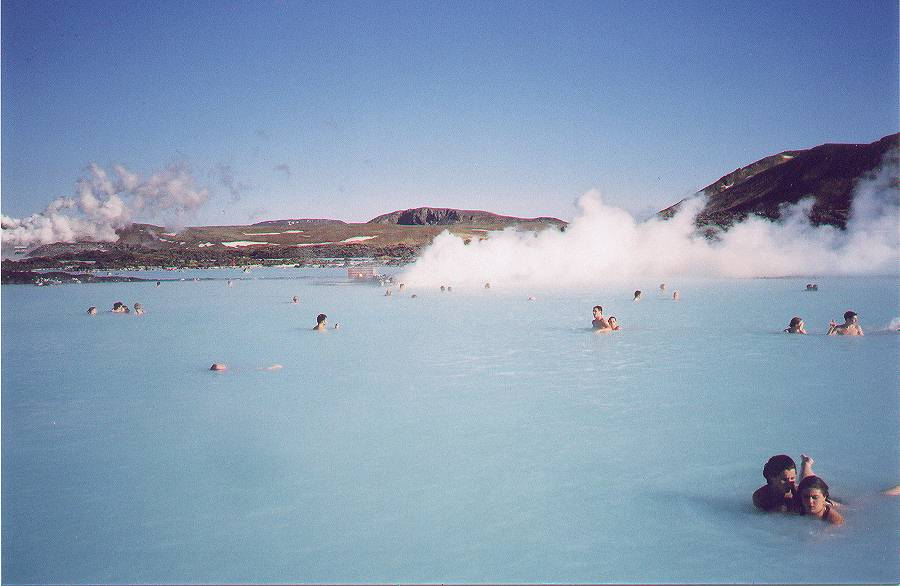
블루 라군

블루 라군(영어: Blue Lagoon, 아이슬란드어: Bláa lónið)은 아이슬란드에 있는 온천 시설로, 레이캬비크 남서쪽 약 40km에 위치해 있다.